# General Electric LM6000
Le LM6000 est un turbomoteur de type turbine à combustion pour les applications industrielles et marines. Conçu par le constructeur motoriste américain General Electric, il est dérivé du turboréacteur à double flux pour avions CF6-80C2. Afin de mieux correspondre aux applications qui lui sont attribuées, il a été doté de rajouts et de modifications spécifiques, comme une section de turbine très expansée (pour convertir la poussée en couple sur l'arbre), des supports pour installation sur dalles en béton ou ponts en acier, ainsi que des prêts-à-monter contrôles revus pour mieux correspondre à la production d'électricité.
Ce turbomoteur a trouvé de très nombreuses applications, parmi lesquelles la production d'électricité pendant les pics de consommation et les navires de passagers ou cargos à grande vitesse.

## Caractéristiques techniques et développement
Le LM6000 produit une puissance sur l'arbre de 54 610 ch, soit 40 700 kW, de chaque côté du corps de rotor à basse pression du moteur, qui tourne à un régime de 3 600 tr/min. L'efficacité thermique est de 42 %. Cette conception à double corps, avec le corps basse-pression tournant précisément à une cadence de 60 hertz, une fréquence de réseau électrique commune, élimine le besoin d'une turbine de puissance conventionnelle. Sa haute efficacité et la flexibilité d'installation rendent également le LM6000 idéal pour une large variété d'applications de puissance électrique ou industrielles, en particulier la production de courant pendant les heures de pointe.
General Electric propose plusieurs installations pour ses LM6000 industrielles, désignées « SPRINT » (Spray Inter-Cooled Turbine, turbine à échangeur refroidi par jets), Injection d'eau (largement connue sous la désignation « NOx water »), « STIG » (Steam Injected Gas Turbine, turbine à combustion à injection de vapeur), et « DLE » (Dry Low Emissions), qui emploie une chambre de combustion disposant de pré-mélangeurs pour maximiser le rendement et l'efficacité de la combustion.
L'option SPRINT est conçue pour augmenter l'efficacité et la puissance de la turbine, alors que les systèmes à injection d'eau, le STIG et le DLE misent surtout sur la réduction des émissions de particules polluantes. Une forme alternative d'augmentation de la puissance est le refroidissement par évaporation (Evaporative Cooling), qui est un brumisateur d'eau qui envoie une fine pluie d'eau dans l'entrée d'air avant les filtres du moteur. Ce système est toutefois gourmand en maintenance et devrait être remplacé par des refroidisseurs dans les unités suivantes. Le système SPRINT injecte de l'eau déminéralisée dans le moteur, aussi bien en amont du compresseur BP qu'entre celui-ci et le compresseur HP. Sur les moteurs fonctionnement au gaz naturel, le système injecte habituellement de l'eau dans les circuits primaires ou secondaires de carburant.
Si la puissance « de base » du LM6000 est d'environ 43 MW (LM6000PC), avec les options, la puissance produite peut être portée à plus de 50 MW (52 pour le LM6000PG).

## Versions
Le LM6000 existe essentiellement en deux versions LM6000PC et LM6000PG, de 42 et 53 MW de puissance,.

## Applications
Plus de 1 000 turbines à combustion LM6000 ont déjà été produites, totalisant plus de 21 millions d'heures de fonctionnement. Les utilisations sont essentiellement de la production d'électricité et des applications en cycles combinés [chaleur + puissance].
Utilisateurs typiques :
- Hôpitaux ;
- Aéroports ;
- Usines de production de papier, de ciment ;
- Mines ;
- Pipelines, raffineries, production de gaz ;
- Navires rapides
- Utilisations militaires